# Story Musgrave
Franklin Story Musgrave (Boston, 19 augustus 1935) is een Amerikaans ruimtevaarder. Musgrave zijn eerste ruimtevlucht was STS-6 met de spaceshuttle Challenger en vond plaats op 4 april 1983. Tijdens deze allereerste missie van de Challenger werd de eerste Tracking and Data Relay satelliet (TDRS-A) in een baan rond de aarde gebracht.
In totaal heeft Musgrave zes ruimtevluchten op zijn naam staan. Tijdens zijn missies maakte hij vier ruimtewandelingen. In 1996 werd hij, na John Young, de tweede astronaut die zes maal in de ruimte vloog. Musgrave is de enige astronaut die op alle vijf de Space Shuttles heeft gevlogen.